# Estrie
Ne doit pas être confondu avec les Cantons-de-l'Est
L'Estrie est une région administrative du Québec située le long de la frontière avec les États-Unis, à l'est de la Montérégie et au sud de Centre-du-Québec et de Chaudière-Appalaches. Ses villes principales sont Sherbrooke, Granby, Magog, Cowansville, Bromont et Coaticook. Elle est composée de 9 municipalités régionales de comté et de 118 municipalités locales.

## Toponymie
L'Estrie était appelée initialement en anglais « Eastern Townships », nom que les premiers colons anglophones (fin XVIIIe siècle) utilisaient pour désigner la région. Au XIXe siècle, l'on avait d'abord traduit l’appellation anglaise Eastern Townships en français par Townships de l'Est, qui fut ensuite concurrencée par Bois-Francs et par Cantons-de-l'Est. La traduction française Cantons-de-l'Est était une référence aux cantons suisses, suggérée par l'écrivain Antoine Gérin-Lajoie en 1858.
Son nom vient de la création du système de tenure britannique, le canton, en 1791, permettant la concession de terres aux colons loyalistes venus s'établir dans cette région après l'indépendance des États-Unis d'Amérique. À l'époque, le Québec rural francophone utilisait la tenure française, c'est-à-dire le système de seigneurie. Comme la plupart des loyalistes s'étaient établis dans la partie de la colonie qui forme aujourd'hui une partie de l'Ontario (et par conséquent à l'ouest des Francophones), la dénomination « Eastern Townships » permettait de distinguer cet établissement.
En 1946, Monseigneur Maurice O'Bready proposera de changer cette désignation officieuse par le terme « Estrie », plus facile à intégrer à la langue française par l'adjectif « estrien » (et d'autant plus distinct de l'anglais que le vocable « Cantons-de-l'Est » est une traduction littérale).

## Géographie
Sont répartis sur son territoire, en ordre d'importance : les forêts (70,3 %), les terres agricoles (16,2 %), les milieux humides (7,1 %), les surfaces artificielles (3,6 %) et finalement les eaux (2,9 %).

### Situation
L'Estrie est située au sud du Québec, à l'extérieur des basses-terres du Saint-Laurent. Elle s'étend sur 12 485 km2 de superficie, soit moins de 1 % du territoire québécois. L'agglomération urbaine de Sherbrooke est son principal pôle économique.
L'Estrie se trouve à un peu moins d'une heure de voiture à l'est de Montréal et à moins de deux heures de Québec. Elle est bordée au nord par le Centre-du-Québec et Chaudière-Appalaches, à l'ouest par la Montérégie, au sud par les états américains du New Hampshire et du Vermont et à l'est par l'état américain du Maine. Certaines localités estriennes (comme Beebe Plain et Stanstead) sont divisées en deux par la frontière canado-américaine.

### Relief

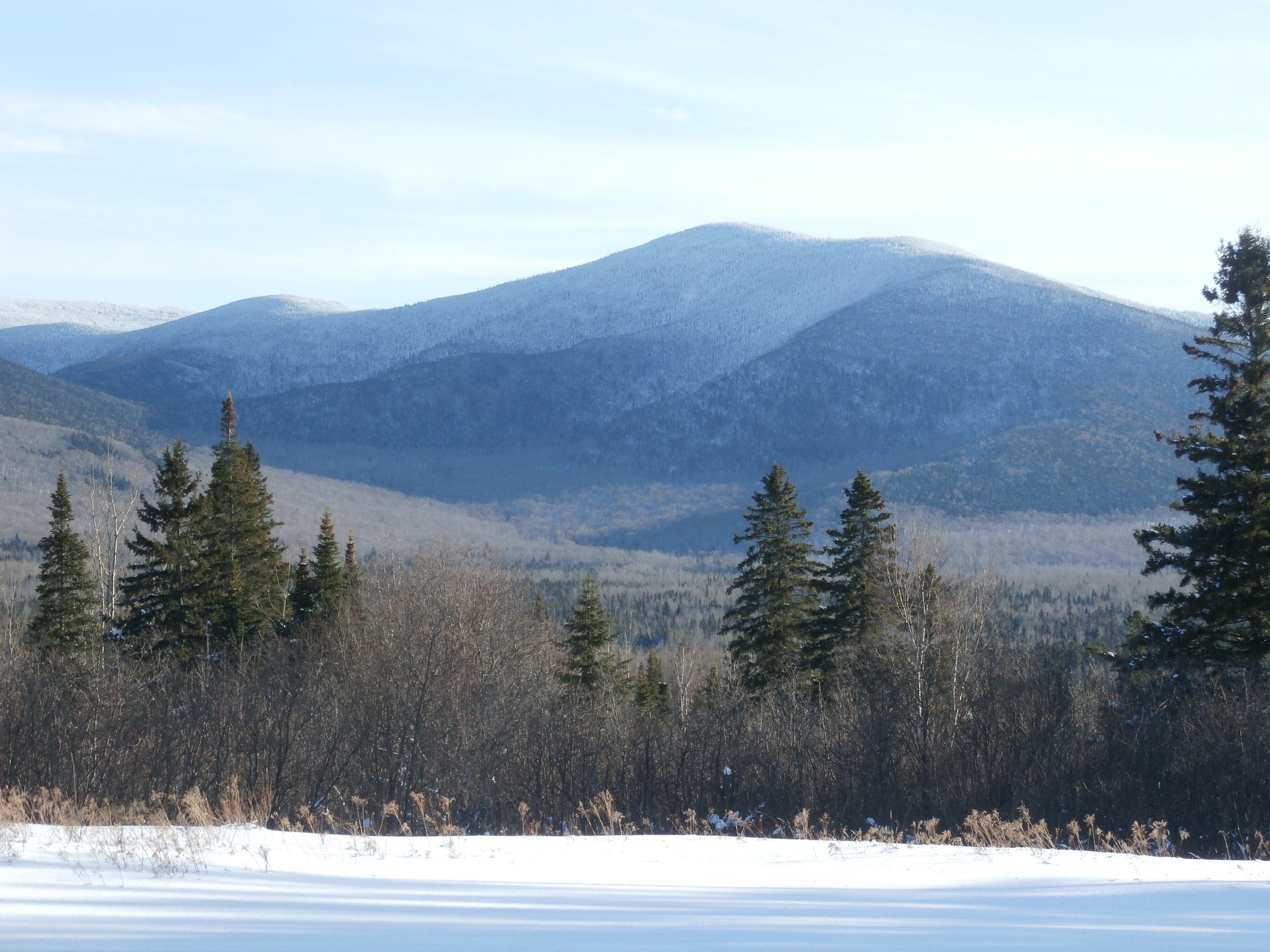
Le mont Gosford, le sommet de l'Estrie, atteint près de 1 200 mètres.

La région est caractérisée par la présence de la chaîne de montagne des Appalaches. Contrairement à la majorité des autres régions du Québec méridional, elle est située complètement en dehors des basses-terres du Saint-Laurent. Conjugué à un relief irrégulier, le paysage estrien se rapproche beaucoup plus de celui du nord de la Nouvelle-Angleterre. Les extrémités septentrionales des montagnes américaines Blanches et Vertes sont d'ailleurs situées en Estrie.
L'altitude minimale est de 104 m à Ulverton, tandis que l'altitude maximale est de 1 186 m au mont Gosford.

### Hydrographie

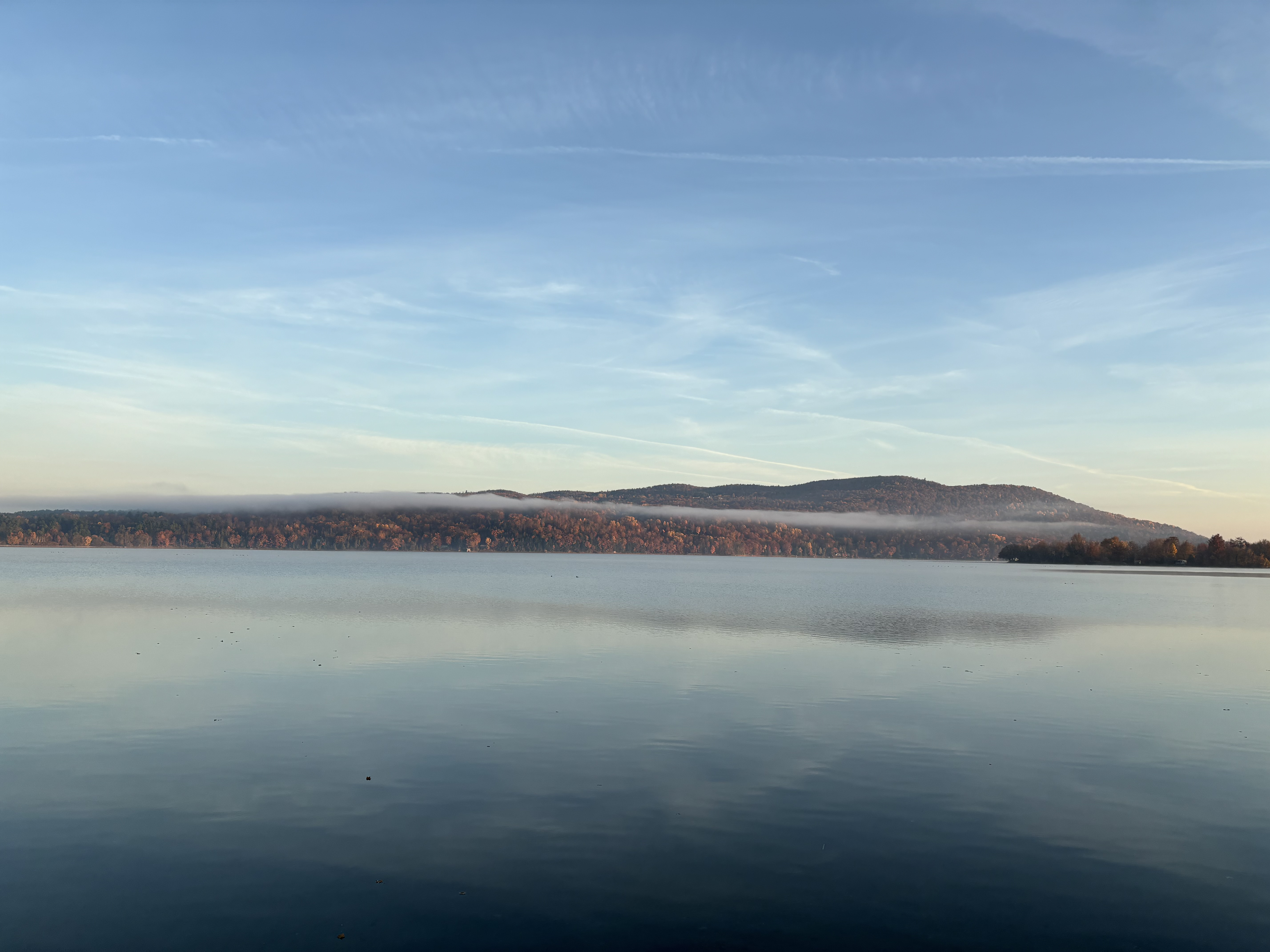
Lac Massawippi en Estrie à l'automne 2024.

Le réseau hydrographique de l'Estrie relie un réseau de lacs importants au fleuve Saint-Laurent.
Le bassin versant du Saint-François, rivière longue de 200 km, draine la majeure partie de la région. La rivière Magog se jette dans le Saint-François au cœur du pôle régional de Sherbrooke.
La région est sillonnée par plusieurs autres rivières, toutes un bassin versant supérieur à 600 km2 : Haute Chaudière, Nicolet Sud-Ouest, Coaticook, Massawippi, au Saumon, Eaton et Missisquoi.
7 grands lacs dépassant 10 km2 sont situés en Estrie : le lac Memphrémagog, le lac Magog, le lac Massawippi, le lac Brompton, le lac Mégantic, le lac Aylmer et le Grand lac Saint-François. Ces deux derniers sont partagés avec Chaudière-Appalaches.

## Histoire

### Premiers habitants
Cette région, fortement appréciée de nos jours par les villégiateurs et les touristes, était, sous le régime français (1534-1760), un immense territoire réservé aux Abénaquis de la grande famille Wabanaki qui ont été refoulés des États de la Nouvelle-Angleterre, à la fin du XVIIe siècle.

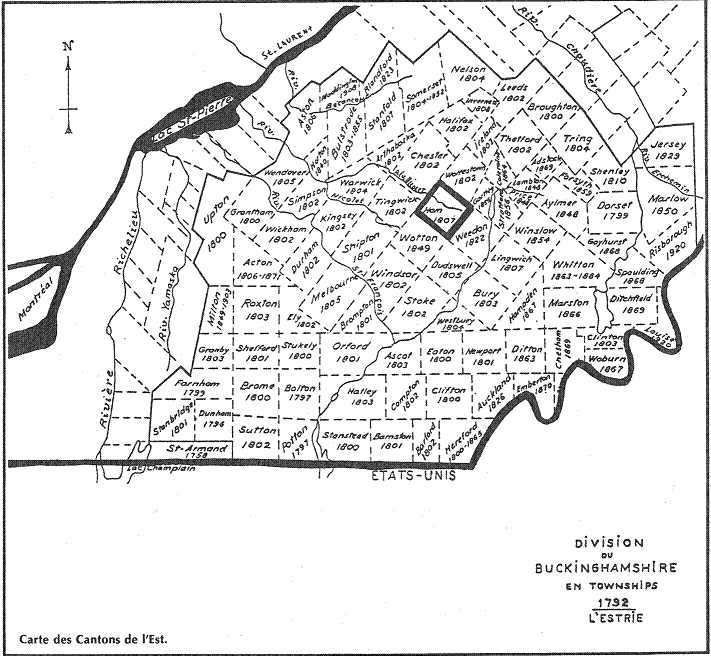
En 1792, le territoire du Buckinghamshire est divisé en townships. C'est la naissance des Cantons de l'Est.

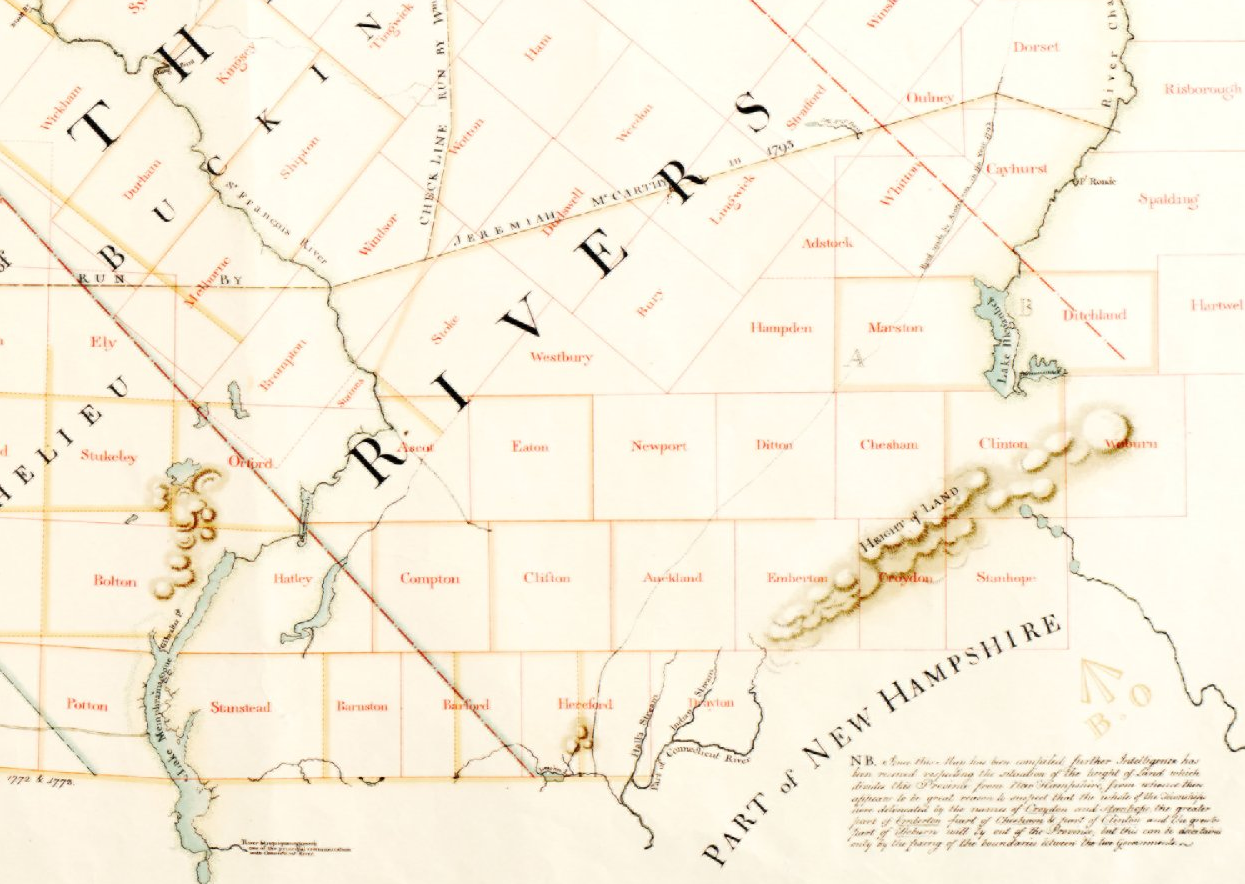
Les cantons de l'Estrie sur la carte de Gale et Duberger (1795).

En 1792, le gouvernement impérial fait tailler en 93 « cantons » le territoire dénommé Comté de Buckinghamshire et désigne chacune de ces sections d'un nom emprunté à la carte d'Angleterre. Il semble que l'on a pris au hasard et sans beaucoup d'efforts d'imagination, des vocables d'endroits affectionnés dans la Grande-Bretagne et rien dans cette nomenclature ne rappelle un fait glorieux ni même une particularité géographique. Remarquons qu'aucun nom francophone n'est attribué.
Désigné sous le nom de Haut Saint-François, ce paradis de chasse et de pêche fut longtemps parcouru librement par les Abénaquis et les coureurs des bois qui habitent la région. Cette métissage donne origen à les "habitants".
À cette époque, aucune colonisation n'avait été faite, on retrouvait seulement un poste de traite situé au confluent de la rivière Saint-François et de la rivière Magog ; Grandes-Fourches fut la  première appellation de la ville de Sherbrooke.
Sous le régime anglais, à partir de 1760, cette situation s'est maintenue jusqu'à la Déclaration d'indépendance des États-Unis.

### Colonisation européenne
À cette date (1776), les habitants de la Nouvelle-Angleterre, demeurés fidèles à la Couronne Britannique, durent s'exiler. Une bonne partie de ces gens, que l'on nommait « loyalistes », choisirent de s'installer au Canada ; les autorités décidèrent alors de leur concéder des terres situées dans cet immense territoire encore inhabité.
Mais il faut faire attention avec le terme « loyaliste ». Les terres étaient offertes gratuitement sur base d'un serment d'allégeance à la Couronne britannique. L'attrait de la gratuité des terres fit que de nombreux Américains de sentiments politiques divers n'ont pas hésité à prêter serment pour avoir accès à ces terres. Il serait donc plus juste de parler de peuplement américain pour cette région.
La concession de ces terrains s'effectua sous forme de canton (township) d'une superficie de 100 milles carrés (10 milles x 10 milles).
C'est à ce moment qu'apparaît la désignation de Eastern Townships, par opposition aux Western Townships du Haut-Canada ; ce territoire est la province actuelle de l'Ontario, créée par l'Acte constitutionnel de 1791 parce que les loyalistes refusaient de vivre sous la même loi que les Canadiens, d'origine française.

### Frontière
La frontière sud fut fixée sur le 45e parallèle en 1793 après l'indépendance des États-Unis ; mais fut mal définie à l'est, donna lieu à controverses pour la partie montagneuse et ne fut fixée définitivement que par le  Traité Webster-Ashburton en 1842. Extrait : Vers le sud, à partir des hautes terres du portage Metgermette (près de Saint-Zacharie) ndlr; de là, descendre le long de la  ligne des hautes terres qui séparent les eaux qui se jettent dans le fleuve Saint-Laurent de ceux qui coulent vers l'océan Atlantique, jusqu'à la source du ruisseau Halls (près de Saint-Malo). Cette frontière enleva les cantons de Hartwell, Stanhope, Croydon et Drayton qui se retrouvèrent du côté américain de la frontière. La superficie de plusieurs autres cantons au sud-est du Bas-Canada fut également diminuées par la nouvelle frontière.

### Développement
La colonisation est lente à s'affirmer. Le gouvernement du Bas-Canada (Québec actuel) reste méfiant à l'endroit des colons, ces Américains arrivés 30 ou 40 ans après l'indépendance américaine et refusés en Ontario pour mauvaises mœurs. Plusieurs squatteront les terres avant même qu'elles soient concédées. De plus, vu que cette région n'est pas encore défrichée, plusieurs Américains ignoreront être en territoire du Bas-Canada lors de leur établissement illégal. De ce fait, après 1792, une forte majorité des colons des Cantons de l'Est proviennent des États-Unis.

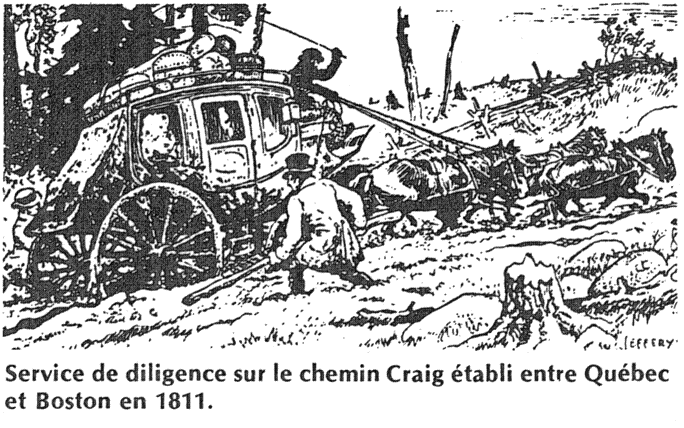
Diligence sur le chemin Craig, en 1811.

Le gouvernement laissera se débattre avec peu de ressources ces colons. Il ne leur ouvre qu'en 1811 le chemin Craig, reliant Québec à Richmond, en passant par les cantons de Leeds, Halifax, Chester, Tingwick et Shipton.
Sans l'aide des administrateurs, les Cantons de l'Est se développeront conjointement avec les États de la Nouvelle-Angleterre. Avant l'arrivée du chemin de fer dans la région, il est plus facile de faire du commerce avec Boston et Portland aux États-Unis qu'avec Montréal et Québec. Les colons américains avaient développé plusieurs routes passant au travers des montagnes pour communiquer avec les États-Unis et faire des échanges commerciaux. La distribution des terres publiques par les autorités impériales est une véritable fraude; l'enquête du commissaire Buller, à la demande de Lord Durham en 1838, démontre que 115 propriétaires ou familles possèdent 1 404 500 acres (5 684 km2) de terres, soit une moyenne de 13 376 acres chacun, qui mène au fléau des grands propriétaires et de l'absentisme. Certains propriétaires ne développent pas leurs terres, les gardent par pure spéculation; ils refusent aussi d'ouvrir des chemins et des terres se retrouvent enclavées et inaccessibles.
À partir de 1838, on assiste à l'arrivée massive d'immigrants écossais originaires des Hébrides, de langue gaélique et de foi protestante presbytérienne. Via la compagnie de vente de terres British American Land Company, ils s'installent dans la région au nord-est puis à l'est de Sherbrooke, qui formera le comté de Compton. Ils occuperont les « cantons hébridéens », où ils seront bien souvent les premiers occupants et pendant longtemps majoritaires, soit les cantons de Hampden, Lingwick, Marston, Winslow, Whitton et, dans une moindre mesure, Bury et Weedon.
De nombreux Irlandais, généralement catholiques, arriveront également, mais seront surtout présents en ville, étant peu habitués au type d'agriculture pratiqué dans cette région. Ils seront nombreux à Richmond et Sherbrooke.
Même si les premiers Canadiens français arrivent vers 1812 dans la région, il faut attendre vers 1840 pour y voir un début de peuplement francophone. Leur nombre deviendra appréciable à compter des années 1850-1860.
Aujourd'hui, la population de l'Estrie est majoritairement francophone (près de 90 %).

### Les chemins de pénétration

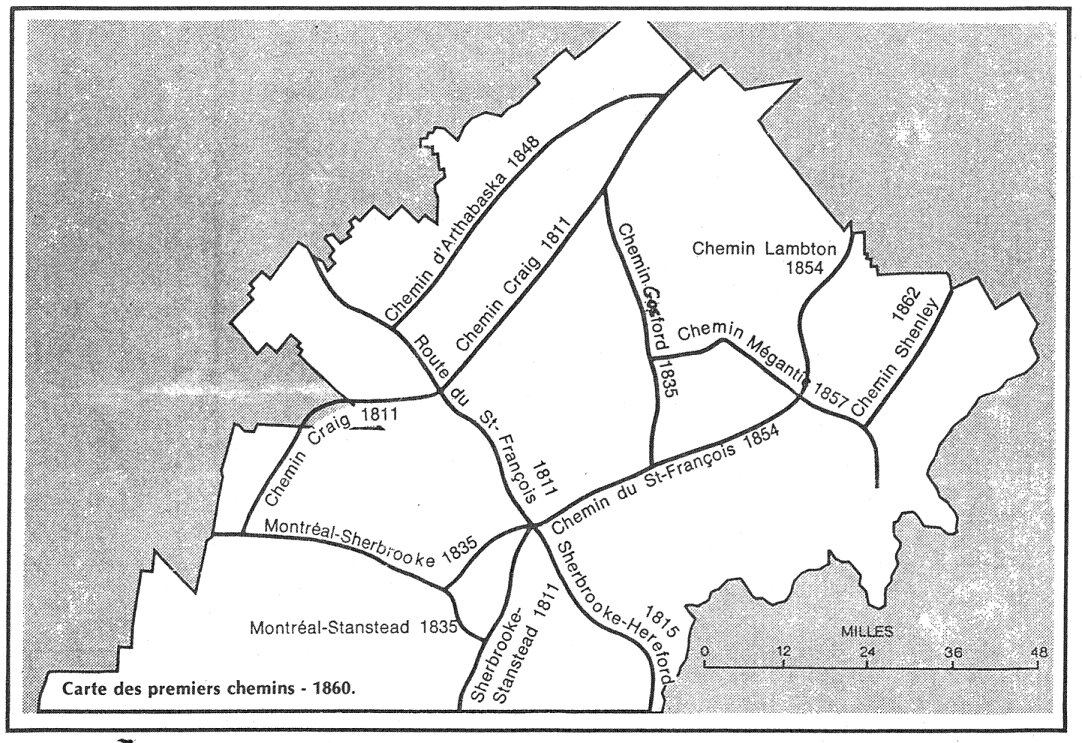
Carte des premiers chemins (1860).

En 1810, le Chemin Craig relia Lévis à Shipton, jusqu'à Richmond, en passant dans le canton de Chester ; aussi la route du Saint-François et le chemin Sherbrooke-Stanstead, ouvrent les premières voies de pénétration.

### Les chemins de fer
Le premier chemin de fer au Canada ouvrit en 1836, et s’ensuit une période frénétique de construction ferroviaire qui n’épargna pas l’Estrie qui fut desservie dès 1851 via Richmond. En 1853 cette même ligne, le  St-Lawrence & Atlantic fut prolongée jusqu’à Portland, Maine, aux États-Unis. En 1854, Richmond fut relié à Charny (au sud de Québec) et en 1861, ce fut au tour de Waterloo d’être relié par le Stanstead, Shefford & Chambly Railroad. Ces deux compagnies furent ensuite absorbées par le Grand-Trunk, qui devint plus tard le « CNR », ou le Canadien National.
À la suite de tous ces développements, l’Estrie se retrouva avec le réseau ferroviaire le plus dense du Québec.

### Les premiers arrivants francophones
Le surpeuplement des seigneuries amène les habitants riverains du fleuve à rechercher de l'espace vital. On voit alors quelques hardis bûcherons s'enfoncer dans la forêt, se construire des cabanes et s'y installer à titre de « squatters ».
Vers 1850, le travail du clergé catholique en faveur de la colonisation contribue à arrêter l'émigration massive de la jeunesse du Bas-Canada vers le voisin américain.
On voit alors des milliers de familles canadiennes-françaises pénétrer dans les derniers cantons encore vierges que l'on appelle, à cette époque, « Terrains des Prêtres » ; non pas parce que ces cantons, Ham, Wotton, Weedon, Garthby, Stratford et Winslow et autres appartiennent au clergé, mais plutôt parce que celui-ci en prêche intensément l'occupation par les Canadiens français.
Le chemin Lambton  est un bon exemple de l'échec du peuplement des cantons par les immigrants des Îles Britanniques; cette petite route avait été ouverte par la Quebec and Megantic Land Company et en 1842 une trentaine de familles anglophones y avaient reçu des terrains. Mais les familles repartirent au bout de quelques mois laissant l'endroit presque désert.
Ce fut un point tournant car les habitants de la Beauce ne tardèrent pas à suivre l'appel de l'église catholique et à commencer la colonisation le long de ce chemin qui partait de Saint-François-de-Beauce  pratiquement laissé à l'abandon et à y fonder de nombreuses paroisses francophones.

### Transfert régional de 2021
Jusqu'en 2021, on distinguait l'Estrie, région administrative, de la région touristique et historique qui porte le nom de Cantons-de-l'Est. En effet, elles n'avaient pas exactement les mêmes frontières puisque les MRC de La Haute-Yamaska et de Brome-Missisquoi étaient exclues de la première,. En 2021 par contre, les MRC de Brome-Missisquoi et de La Haute-Yamaska ont été transférées de la région de la Montérégie à celle de l'Estrie, qui pourrait éventuellement être renommée Cantons-de-l'Est.

## Tourisme

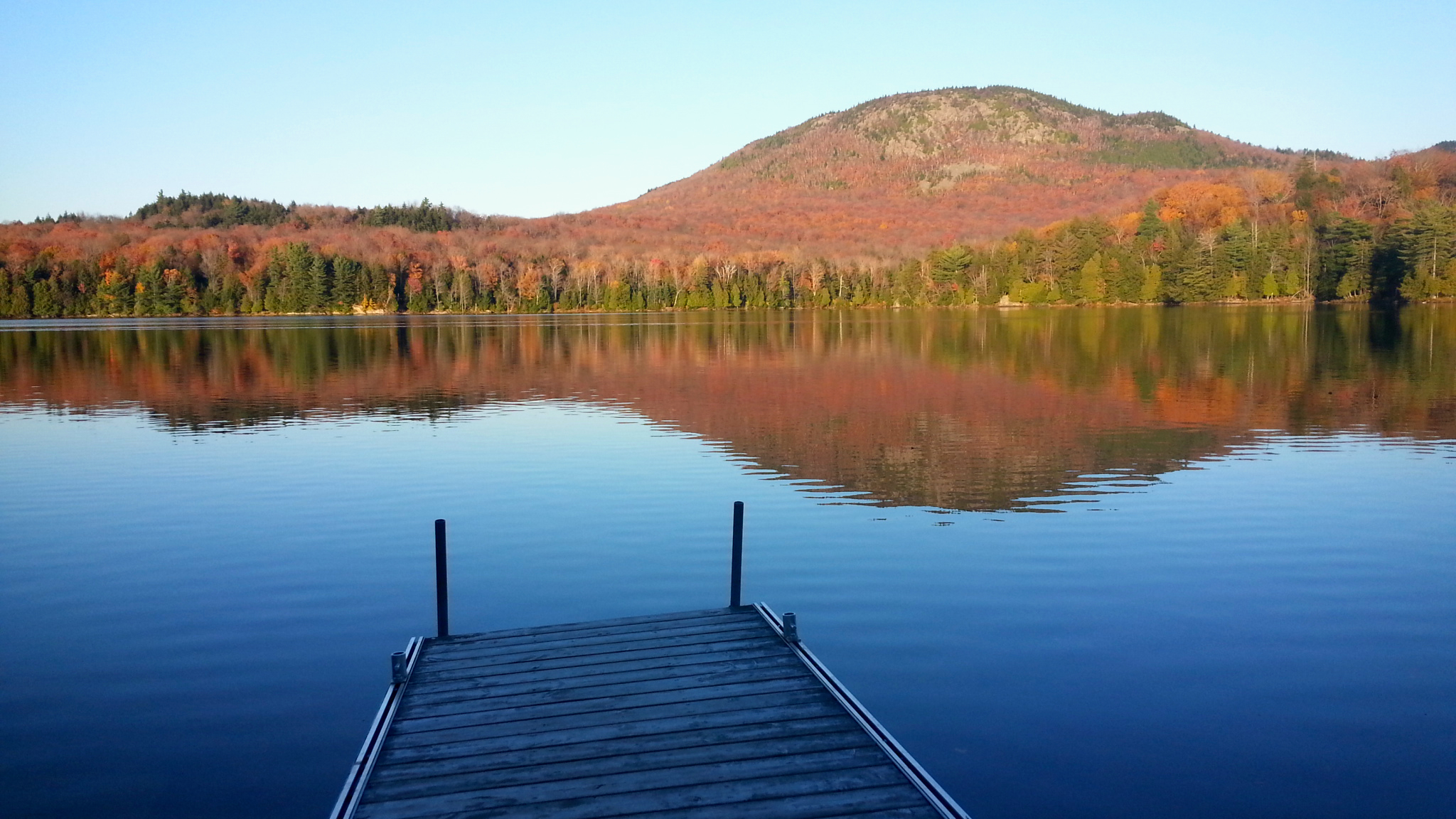
Une vue du parc national du Mont-Orford.

Aujourd'hui le nom « Estrie » est utilisé pour désigner la région administrative, alors que le nom « Cantons-de-l'Est » désigne la région touristique. Les territoires de ces deux régions ne coïncident que depuis 2021, alors que les MRC de la Haute-Yamaska et de Brome-Missisquoi ont été détachées de la Montérégie pour être intégrées à l'Estrie.
Située au sud du fleuve Saint-Laurent, la région touristique des Cantons-de-l'Est fait partie de « Colorful Québec », regroupement destiné à la promotion touristique des régions du sud du Québec sur les différents marchés internationaux.

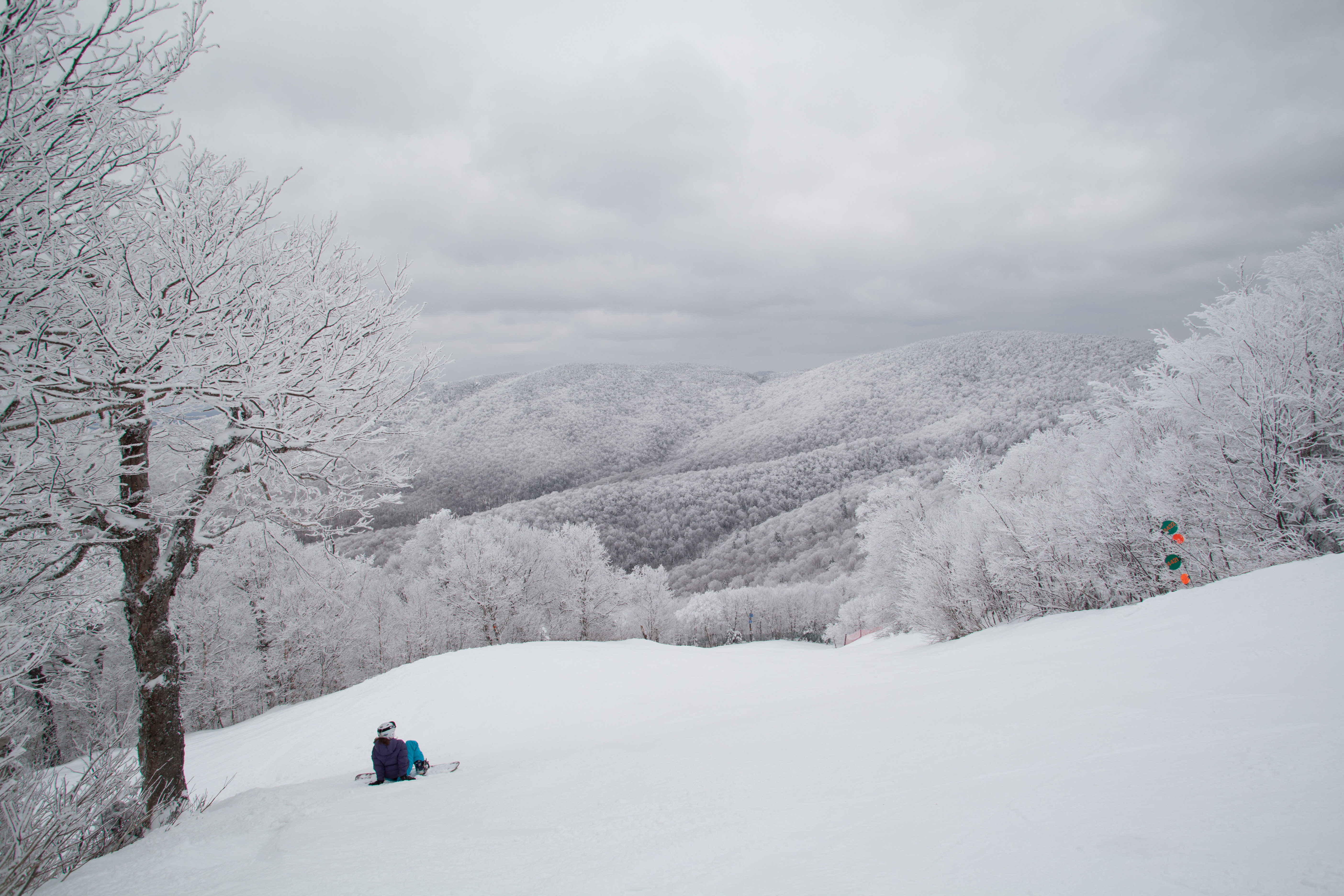
Plusieurs montagnes et collines permettent la pratique de sports d'hiver, notamment ici dans les monts Sutton.

La région touristique contient quatre parcs nationaux offrant de nombreuses activités de plein-air :
- le parc national du Mont-Mégantic ;
- le parc national du Mont-Orford ;
- le parc national de la Yamaska ;
- une partie du parc national de Frontenac.

Le relief varié, l'architecture typiquement loyaliste de certains villages (quelques-uns font partie de l'Association des plus beaux villages du Québec) et la présence de plusieurs lacs font partie des attraits touristiques de la région.

## Démographie

### Principales villes
| 1  | Sherbrooke      | Sherbrooke       | 172 950 |
| 2  | Granby          | La Haute-Yamaska | 69 025  |
| 3  | Magog           | Memphrémagog     | 28 312  |
| 4  | Cowansville     | Brome-Missisquoi | 15 234  |
| 5  | Bromont         | Brome-Missisquoi | 11 357  |
| 6  | Coaticook       | Coaticook        | 8 867   |
| 7  | Farnham         | Brome-Missisquoi | 10 149  |
| 8  | Val-des-Sources | Les Sources      | 7 088   |
| 9  | Lac-Mégantic    | Le Granit        | 5 747   |
| 10 | Lac-Brome       | Brome-Missisquoi | 5 923   |

| 1986    | 1991    | 1996    | 2001    | 2006    | 2011    | 2016    | 2021    | 2026 |
| ------- | ------- | ------- | ------- | ------- | ------- | ------- | ------- | ---- |
| 257 755 | 268 413 | 278 470 | 285 615 | 298 780 | 310 684 | 319 004 | 499 197 | -    |

| 2031 | 2036 | 2041 | 2046 | 2051 | 2056 | 2061 | 2066 | 2071 |
| ---- | ---- | ---- | ---- | ---- | ---- | ---- | ---- | ---- |
| -    | -    | -    | -    | -    | -    | -    | -    | -    |

## Administration
La région de l'Estrie est composée de 118 municipalités locales réparties dans 9 municipalités régionales de comté (MRC).
| Nom                    | Chef-lieu       | Population 2021 | Superficie (km2) | Densité (hab./km2) |
| ---------------------- | --------------- | --------------- | ---------------- | ------------------ |
| Brome-Missisquoi       | Cowansville     | 64 786          | 1 685,9          | 38,43              |
| Coaticook              | Coaticook       | 18 906          | 1 354,7          | 13,96              |
| La Haute-Yamaska       | Granby          | 92 796          | 650,4            | 142,68             |
| Le Granit              | Lac-Mégantic    | 21 948          | 2 831,8          | 7,75               |
| Le Haut-Saint-François | Cookshire-Eaton | 22 926          | 2 307,5          | 9,94               |
| Les Sources            | Val-des-Sources | 14 623          | 792,9            | 18,44              |
| Le Val-Saint-François  | Richmond        | 31 551          | 1 416,6          | 22,27              |
| Memphrémagog           | Magog           | 54 797          | 1 449            | 37,82              |
| Sherbrooke             | Sherbrooke      | 172 950         | 367,1            | 471,13             |
| Région                 | Région          | 319 004         | 12 855,9         | 24,81              |

## Politique

### Ministre responsable
| Période | Période         | Député                  | Parti                   | Circonscription  |
| ------- | --------------- | ----------------------- | ----------------------- | ---------------- |
|         | 2003 - 2012     | Monique Gagnon-Tremblay | Parti libéral du Québec | Saint-François   |
|         | 2012 - 2014     | Réjean Hébert           | Parti québécois         | Saint-François   |
|         | 2014 - 2016     | Pierre Paradis          | Parti libéral du Québec | Brome-Missisquoi |
|         | 2016 - 2018     | Luc Fortin              | Parti libéral du Québec | Sherbrooke       |
|         | 2018 - en cours | François Bonnardel      | Coalition avenir Québec | Granby           |

### Circonscriptions électorales

#### Circonscriptions électorales provinciales
- Brome-Missisquoi : Isabelle Charest (CAQ)
- Granby : François Bonnardel (CAQ)
- Johnson : André Lamontagne (CAQ)
- Mégantic : François Jacques (CAQ)
- Orford : Gilles Bélanger (CAQ)
- Richmond : André Bachand (CAQ)
- Saint-François : Geneviève Hébert (CAQ)
- Sherbrooke : Christine Labrie (QS)

#### Circonscriptions électorales fédérales
- Mégantic—L'Érable : Luc Berthold (PCC)
- Richmond—Arthabaska : Eric Lefebvre (PCC)
- Brome—Missisquoi : Pascale St-Onge (PLC)
- Compton—Stanstead : Marianne Dandurand (PLC)
- Sherbrooke : Élisabeth Brière (PLC)
- Shefford : Andréanne Larouche (BQ)

## Éducation

### Enseignement primaire, secondaire et professionnel
L'enseignement primaire et secondaire en français dans la région est assuré par quatre centres de services scolaires relevant du ministère de l'Éducation du Québec. Ces centres de services scolaires sont également chargés de l'éducation secondaire aux adultes et de la formation professionnelle. À des fins d'organisation, ces centres assurent les services de cinq districts scolaires chacun. En voici la liste :
- Centre de services scolaire des Hauts-Cantons (auparavant la Commission scolaire des Hauts-Cantons) (Coaticook, Le Haut-Saint-François et Le Granit ;)

- Centre de services scolaire de la Région-de-Sherbrooke (auparavant la Commission scolaire de la Région-de-Sherbrooke) (Ascot, Ascot Corner, Bromptonville, Deauville, Eaton, Hatley, Hatley Canton, North Hatley, Rock Forest, Saint-Denis-de-Brompton, Saint-Élie-d'Orford, Sherbrooke, Stoke, Waterville) ;

- Centre de services scolaire des Sommets (auparavant la Commission scolaire des Sommets) (Les Sources, Le Val-Saint-François et Memphrémagog) ;

- Centre de services scolaire du Val-des-Cerfs (auparavant la Commission scolaire du Val-des-Cerfs) (La Haute-Yamaska et Brome-Missisquoi).

### Enseignement supérieur

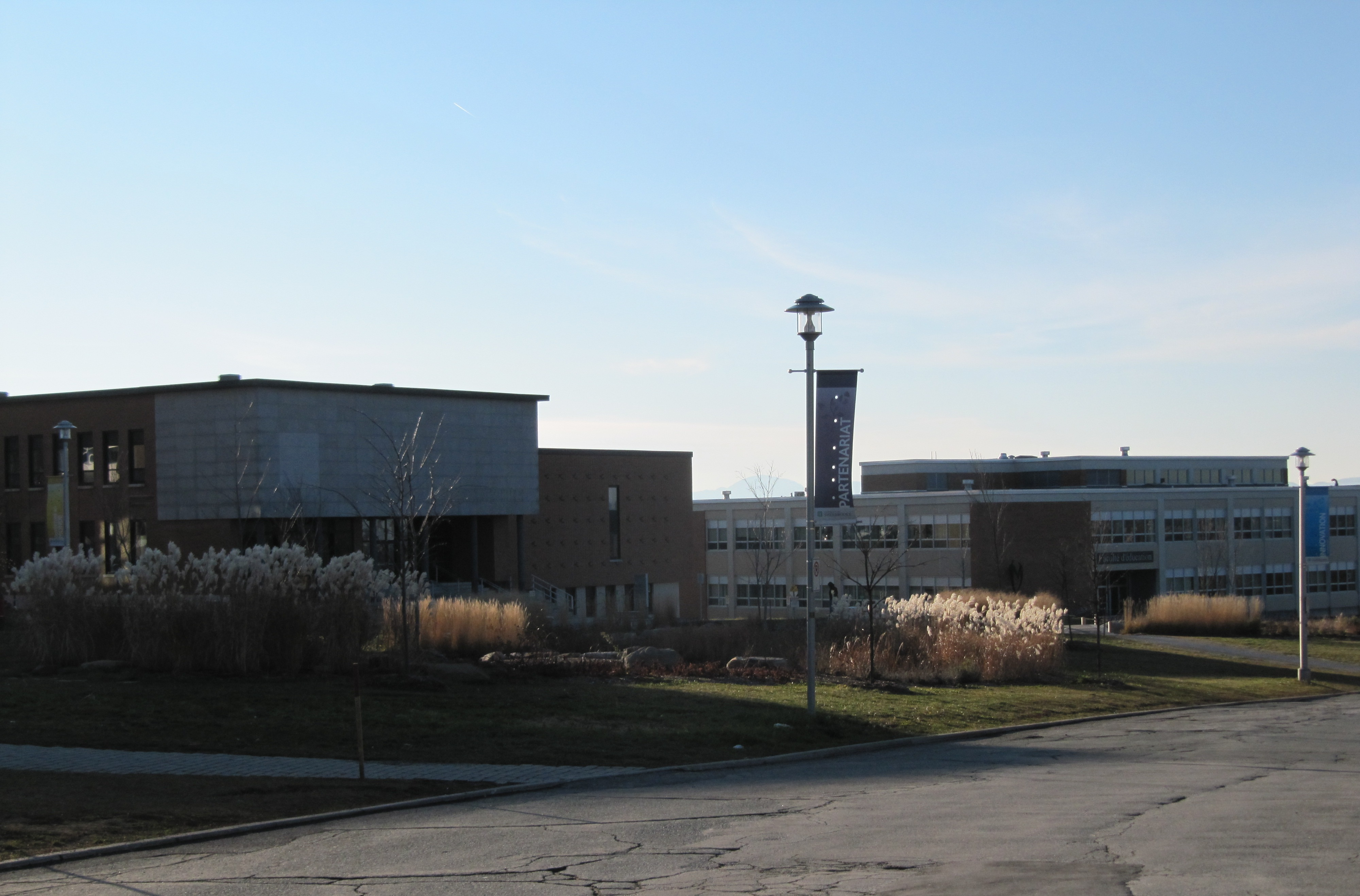
Pavillon de la faculté de l'éducation de l'Université de Sherbrooke.

Deux universités et trois collèges d'enseignement général et professionnel sont situés sur le territoire de l'Estrie, soit :
- Cégep de Granby (Granby) ;
- Cégep de Sherbrooke (Sherbrooke) ;
- Collège régional Champlain - Campus de Lennoxville (Sherbrooke) ;
- Université de Sherbrooke (Sherbrooke) ;
- Université Bishop's (Sherbrooke).

## Culture

### Bibliothèques
L'Association des bibliothèques publiques de l'Estrie (ABIPE) regroupe des responsables des bibliothèques publiques de la région. Le Réseau BIBLIO de l'Estrie, ou Centre régional de services aux bibliothèques publiques de l'Estrie, est une corporation privée à but non lucratif.

## Santé
Comme pratiquement partout au Québec, les services de santé publics sont assurés par des centres intégrés de santé et de services sociaux (CISSS ou CIUSSS). En Estrie, l'entité responsable est le CIUSSS de l'Estrie – Centre hospitalier universitaire de Sherbrooke composé des réseaux locaux de santé et de services sociaux suivants :
- RLS de Sherbrooke
- RLS de Coaticook
- RLS du Granit.
- RLS du Haut-Saint-François.
- RLS des Sources.
- RLS du Val-Saint-François.
- RLS de Memphrémagog.
- RLS de La Haute-Yamaska.
- RLS de La Pommeraie (Brome-Missisquoi)